# Ardon Jashari
Ardon Jashari (ur. 30 lipca 2002 w Cham) – szwajcarski piłkarz występujący na pozycji pomocnika klubie AC Milan oraz w reprezentacji Szwajcarii.